# بوکس در المپیک تابستانی ۱۹۲۴
مشت‌زنی در بازی‌های المپیک تابستانی ۱۹۲۴ نام رویداد ورزش مشت‌زنی در بازی‌های المپیک تابستانی بود که در سال ۱۹۲۴ برگزار شد.

## کشورهای شرکت کننده
در مجموع ۱۸۱ ورزشکار از ۲۷ کشور در این مسابقات به رقابت با یک دیگر پرداختند.
| - آرژانتین (۱۰) - استرالیا (۳) - اتریش (۳) - بلژیک (۱۰) - کانادا (۹) - شیلی (۴) - دانمارک (۸) - مصر (۱) - استونی (۱) - فرانسه (۱۶) - بریتانیای کبیر (۱۶) - یونان (۱) - مجارستان (۱) - ایرلند (۷) |  | - ایتالیا (۱۶) - لتونی (۱) - لوکزامبورگ (۶) - هلند (۹) - نیوزیلند (۱) - نروژ (۹) - لهستان (۵) - آفریقای جنوبی (۴) - اسپانیا (۷) - سوئد (۵) - سوئیس (۷) - ایالات متحده آمریکا (۱۶) - اروگوئه (۵) |

## جدول مدال‌ها
| رتبه | کشور                      | طلا | نقره | برنز | مجموع |
| ۱    | ایالات متحده آمریکا (USA) | ۲   | ۲    | ۲    | ۶     |
| ۲    | بریتانیای کبیر (GBR)      | ۲   | ۲    | ۰    | ۴     |
| ۳    | دانمارک (DEN)             | ۱   | ۲    | ۰    | ۳     |
| ۴    | بلژیک (BEL)               | ۱   | ۰    | ۱    | ۲     |
| ۴    | نروژ (NOR)                | ۱   | ۰    | ۱    | ۲     |
| ۶    | آفریقای جنوبی (RSA)       | ۱   | ۰    | ۰    | ۱     |
| ۷    | آرژانتین (ARG)            | ۰   | ۲    | ۲    | ۴     |
| ۸    | کانادا (CAN)              | ۰   | ۰    | ۱    | ۱     |
| ۸    | فرانسه (FRA)              | ۰   | ۰    | ۱    | ۱     |